# Ildefons Reuschel
Ildefons Reuschel OCist (ur. 6 listopada 1742 w Czadrowie, zm. 5 listopada 1823 w Krzeszowie) – teolog i duszpasterz, zasłużony dla edukacji i działalności charytatywnej na Dolnym Śląsku, opat opactwa w Krzeszowie.

## Życiorys
Franz Joseph urodził się 6 listopada 1742 r. Pochodził z rodziny rolniczej z Czadrowa, leżącego na ziemiach należących do opactwa krzeszowskiego. Od najmłodszych lat przejawiał szczególne uzdolnienia muzyczne. Jako chłopiec śpiewał w chórze klasztornym w Krzeszowie, gdzie zwrócił uwagę mnichów swoim pięknym głosem i pilnością. Dzięki opiece opata Benedykta II Seidla otrzymał stypendium, które umożliwiło mu naukę w szkole łacińskiej przy klasztorze. Wyróżniał się w nauce i szybko stał się jednym z najlepszych uczniów.  
W 1742 r. po zajęciu Śląska przez Prusy i wprowadzeniu zakazu przyjmowania nowicjuszy do zakonów, jego marzenie o życiu zakonnym musiało zostać odłożone. W 1764 r., po epidemii tyfusu, która zdziesiątkowała wspólnotę krzeszowską, opat Malachiasz Schönwiese potajemnie wprowadził do klasztoru trzech nowicjuszy, w tym 22-letniego Reuschela. Otrzymał on imię zakonne Ildefons – na cześć św. Ildefonsa. Sakrament święceń otrzymał 27 maja 1770 r.. 
W opactwie pełnił funkcje opiekuna chorych, zakrystiana, kuchmistrza oraz bibliotekarza. Następnie pracował duszpastersko jako kapelan i proboszcz w Krzeszówku, Starych Bogaczowicach i Chełmsku Śląskim. Zarządzał też majątkami opactwa. Za czasów opata Piotra II Keylicha objął urząd przeora, natomiast opat Jan VII Langer powierzył mu nadzór nad lennem zamkowym w Bolkowie – wówczas zamieszkał w pałacu w Sędzisławiu. Po śmierci Langera w 1800 r. wybrano go na 49. opata krzeszowskiego, a jego elekcję zatwierdził król Fryderyk Wilhelm III. Uroczystej benedykcji udzielił mu 5 października 1800 r. biskup Emanuel von Schimonsky. 
Jego rządy przypadły na czas wojen napoleońskich. Opactwo zostało obciążone licznymi kwaterunkami, grabieżami i konfiskatami. 80% dochodów klasztornych przekazywano do skarbu państwa pruskiego. Mimo tych trudności opat fundował corocznie 30–35 stypendiów dla ubogich uczniów. W  1804 r. w czasie klęski głodu organizował publiczne posiłki dla ludności. Umarzał długi chłopom i wspierał potrzebujących. Wielu rolnikom, będącym poddanymi opactwa, darował należności.
23 listopada 1810 r., w wyniku sekularyzacji przeprowadzonej przez państwo pruskie, opactwo zostało rozwiązane. Majątek klasztorny został skonfiskowany, gimnazjum zamknięte, a fundacje dobroczynne zlikwidowane. W chwili sekularyzacji majątek opactwa składał się z 42 wsi, 2 miast i ludności liczącej około 30 tysięcy. Opat Reuschel pozostał w klasztorze wraz z byłym przeorem Eutychiuszem Leistritzem oraz dwoma innymi zakonnikami. Zmarł 5 listopada 1823 r. w Krzeszowie. Pochowano go w grobie zakonnym przed głównym ołtarzem dawnego kościoła klasztornego, który po sekularyzacji stał się świątynią parafialną. 